# ایغدیر (بایبورد)
ایغدیر (به ترکی استانبولی: Iğdır) یک منطقهٔ مسکونی در ترکیه است که در بایبورد واقع شده‌است. ایغدیر ۸۷ نفر جمعیت دارد.